# Namalycastis geayi
Namalycastis geayi är en ringmaskart som först beskrevs av Gravier 1901.  Namalycastis geayi ingår i släktet Namalycastis och familjen Nereididae. Inga underarter finns listade i Catalogue of Life.